# Gran Premio motociclistico d'Austria 1994
Il Gran Premio motociclistico d'Austria 1994 fu il quinto Gran Premio della stagione e si disputò il 22 maggio 1994 sul Salzburgring.
Nella classe 500 il vincitore per la terza volta in stagione fu Mick Doohan su Honda, partito in pole position, davanti a Kevin Schwantz e ad Àlex Crivillé. Il podio della classe 250 per la seconda volta in stagione fu composto interamente da piloti italiani, con Loris Capirossi vincitore davanti a Max Biaggi e Doriano Romboni. La gara della 125 vide invece la vittoria di Dirk Raudies, che precedette sul traguardo Noboru Ueda e Garry McCoy.

## Classe 500

### Arrivati al traguardo
| Pos | Nº | Pilota               | Squadra                 | Motocicletta  | Giri | Tempo     | Griglia | Punti |
| --- | -- | -------------------- | ----------------------- | ------------- | ---- | --------- | ------- | ----- |
| 1   | 4  | Mick Doohan          | Honda Team HRC          | Honda         | 29   | 37:54.120 | 1       | 25    |
| 2   | 1  | Kevin Schwantz       | Lucky Strike Suzuki     | Suzuki        | 29   | +12.610   | 2       | 20    |
| 3   | 8  | Àlex Crivillé        | Honda Team HRC          | Honda         | 29   | +15.432   | 5       | 16    |
| 4   | 7  | Shin'ichi Itō        | Honda Team HRC          | Honda         | 29   | +21.230   | 8       | 13    |
| 5   | 11 | John Kocinski        | Cagiva Team Agostini    | Cagiva        | 29   | +24.306   | 6       | 11    |
| 6   | 17 | Alberto Puig         | Ducados Honda Pons      | Honda         | 29   | +28.928   | 3       | 10    |
| 7   | 6  | Alex Barros          | Lucky Strike Suzuki     | Suzuki        | 29   | +35.859   | 4       | 9     |
| 8   | 3  | Daryl Beattie        | Marlboro Team Roberts   | Yamaha        | 29   | +54.577   | 10      | 8     |
| 9   | 50 | Niall Mackenzie      | Slick 50 Team WCM       | ROC Yamaha    | 29   | +1:10.906 | 12      | 7     |
| 10  | 15 | John Reynolds        | Padgett's Motorcycles   | Harris Yamaha | 28   | +1 giro   | 14      | 6     |
| 11  | 37 | Hervé Moineau        | Team ROC                | ROC Yamaha    | 28   | +1 giro   | 21      | 5     |
| 12  | 19 | Sean Emmett          | Shell Harris Grand Prix | Harris Yamaha | 28   | +1 giro   | 18      | 4     |
| 13  | 51 | Jean Pierre Jeandat  | JPJ Racing              | ROC Yamaha    | 28   | +1 giro   | 13      | 3     |
| 14  | 24 | Cristiano Migliorati | Team Pedercini          | ROC Yamaha    | 28   | +1 giro   | 20      | 2     |
| 15  | 16 | Laurent Naveau       | Euro Team               | ROC Yamaha    | 28   | +1 giro   | 15      | 1     |
| 16  | 14 | Jeremy McWilliams    | Millar Racing           | Yamaha        | 28   | +1 giro   | 16      |       |
| 17  | 44 | Marc Garcia          | DR Team Shark           | ROC Yamaha    | 28   | +1 giro   | 24      |       |
| 18  | 28 | Julián Miralles      | Team ROC                | ROC Yamaha    | 28   | +1 giro   | 17      |       |
| 19  | 34 | Bruno Bonhuil        | MTD Objectif 500        | ROC Yamaha    | 28   | +1 giro   | 23      |       |
| 20  | 36 | Jean Foray           | Jean Foray Racing       | ROC Yamaha    | 28   | +1 giro   | 27      |       |
| 21  | 20 | Kevin Mitchell       | MBM Racing              | Harris Yamaha | 28   | +1 giro   | 25      |       |
| 22  | 5  | Luca Cadalora        | Marlboro Team Roberts   | Yamaha        | 23   | +6 giri   | 7       |       |

### Ritirati
| Nº | Pilota            | Squadra              | Motocicletta  | Giri | Griglia |
| -- | ----------------- | -------------------- | ------------- | ---- | ------- |
| 10 | Doug Chandler     | Cagiva Team Agostini | Cagiva        | 27   | 9       |
| 25 | Marco Papa        | Team Elit            | ROC Yamaha    | 26   | 28      |
| 21 | Cees Doorakkers   | Team Doorakkers      | Harris Yamaha | 16   | 29      |
| 27 | Bernard Haenggeli | Haenggeli Racing     | ROC Yamaha    | 15   | 26      |
| 23 | Lucio Pedercini   | Team Pedercini       | ROC Yamaha    | 14   | 22      |
| 12 | Juan López Mella  | Lopez Mella Racing   | ROC Yamaha    | 9    | 19      |
| 29 | Andreas Leuthe    | Doppler Austria      | ROC Yamaha    | 5    | 30      |
| 13 | Loris Reggiani    | Aprilia Racing       | Aprilia       | 1    | 11      |

### Non qualificati
| Nº | Pilota             | Squadra        | Motocicletta  |
| -- | ------------------ | -------------- | ------------- |
| 31 | Lothar Neukirchner | Sachsen Racing | Harris Yamaha |
| 30 | Vittorio Scatola   | Team Paton     | Paton         |

## Classe 250

### Arrivati al traguardo
| Pos | Nº | Pilota                    | Moto    | Giri | Tempo     | Griglia | Punti |
| --- | -- | ------------------------- | ------- | ---- | --------- | ------- | ----- |
| 1   | 2  | Loris Capirossi           | Honda   | 26   | 35:29.052 | 2       | 25    |
| 2   | 4  | Max Biaggi                | Aprilia | 26   | +0.500    | 1       | 20    |
| 3   | 5  | Doriano Romboni           | Honda   | 26   | +19.434   | 7       | 16    |
| 4   | 8  | Tadayuki Okada            | Honda   | 26   | +19.604   | 3       | 13    |
| 5   | 28 | Ralf Waldmann             | Honda   | 26   | +19.663   | 6       | 11    |
| 6   | 17 | Jean-Philippe Ruggia      | Aprilia | 26   | +39.143   | 8       | 10    |
| 7   | 15 | Luis d'Antín              | Honda   | 26   | +54.470   | 9       | 9     |
| 8   | 16 | Patrick van den Goorbergh | Aprilia | 26   | +1:05.807 | 19      | 8     |
| 9   | 32 | Jurgen van den Goorbergh  | Aprilia | 26   | +1:05.868 | 12      | 7     |
| 10  | 19 | Eskil Suter               | Aprilia | 26   | +1:05.954 | 10      | 6     |
| 11  | 22 | Jean-Michel Bayle         | Aprilia | 26   | +1:05.984 | 30      | 5     |
| 12  | 6  | Andreas Preining          | Aprilia | 26   | +1:06.384 | 11      | 4     |
| 13  | 27 | Adi Stadler               | Honda   | 26   | +1:20.822 | 14      | 3     |
| 14  | 26 | Bernd Kassner             | Aprilia | 25   | +1 giro   | 15      | 2     |
| 15  | 39 | Alessandro Gramigni       | Aprilia | 25   | +1 giro   | 17      | 1     |
| 16  | 40 | Giuseppe Fiorillo         | Honda   | 25   | +1 giro   | 23      |       |
| 17  | 13 | Frédéric Protat           | Honda   | 25   | +1 giro   | 21      |       |
| 18  | 60 | Alex Witting              | Aprilia | 25   | +1 giro   | 26      |       |
| 19  | 34 | Christian Boudinot        | Aprilia | 25   | +1 giro   | 24      |       |
| 20  | 36 | Alan Patterson            | Honda   | 25   | +1 giro   | 27      |       |
| 21  | 31 | Enrique de Juan           | Aprilia | 25   | +1 giro   | 28      |       |
| 22  | 61 | Hannes Maxwald            | Yamaha  | 25   | +1 giro   | 25      |       |
| 23  | 35 | Rodney Fee                | Honda   | 24   | +2 giri   | 31      |       |
| 24  | 33 | Kristian Kaas             | Yamaha  | 24   | +2 giri   | 32      |       |

### Ritirati
| Nº | Pilota            | Moto    | Giri | Griglia |
| -- | ----------------- | ------- | ---- | ------- |
| 30 | José Luis Cardoso | Aprilia | 10   | 22      |
| 12 | Wilco Zeelenberg  | Honda   | 6    | 13      |
| 43 | Manuel Hernández  | Aprilia | 6    | 29      |
| 11 | Nobuatsu Aoki     | Honda   | 3    | 4       |
| 37 | Noël Ferro        | Honda   | 2    | 20      |
| 1  | Tetsuya Harada    | Yamaha  | 0    | 5       |
| 23 | Carlos Checa      | Honda   | 0    | 16      |
| 24 | Jim Filice        | Yamaha  | 0    | 18      |

### Non partito
| Nº | Pilota      | Moto  | Griglia |
| -- | ----------- | ----- | ------- |
| 38 | Luis Maurel | Honda | 33      |

## Classe 125

### Arrivati al traguardo
| Pos | Nº | Pilota             | Moto    | Giri | Tempo     | Griglia | Punti |
| --- | -- | ------------------ | ------- | ---- | --------- | ------- | ----- |
| 1   | 1  | Dirk Raudies       | Honda   | 24   | 35:55.273 | 3       | 25    |
| 2   | 5  | Noboru Ueda        | Honda   | 24   | +4.001    | 1       | 20    |
| 3   | 19 | Garry McCoy        | Aprilia | 24   | +4.232    | 10      | 16    |
| 4   | 10 | Peter Öttl         | Aprilia | 24   | +16.007   | 7       | 13    |
| 5   | 2  | Kazuto Sakata      | Aprilia | 24   | +16.047   | 2       | 11    |
| 6   | 32 | Stefano Perugini   | Aprilia | 24   | +16.687   | 12      | 10    |
| 7   | 6  | Akira Saitō        | Honda   | 24   | +16.905   | 17      | 9     |
| 8   | 11 | Fausto Gresini     | Honda   | 24   | +17.001   | 9       | 8     |
| 9   | 40 | Emilio Cuppini     | Aprilia | 24   | +22.597   | 4       | 7     |
| 10  | 14 | Oliver Koch        | Honda   | 24   | +23.158   | 26      | 6     |
| 11  | 28 | Hideyuki Nakajō    | Honda   | 24   | +23.841   | 20      | 5     |
| 12  | 4  | Yoshiaki Katō      | Yamaha  | 24   | +23.933   | 11      | 4     |
| 13  | 23 | Bruno Casanova     | Honda   | 24   | +23.944   | 16      | 3     |
| 14  | 9  | Herri Torrontegui  | Aprilia | 24   | +24.065   | 8       | 2     |
| 15  | 7  | Oliver Petrucciani | Aprilia | 24   | +24.303   | 5       | 1     |
| 16  | 15 | Stefan Prein       | Yamaha  | 24   | +24.469   | 13      |       |
| 17  | 8  | Jorge Martínez     | Yamaha  | 24   | +45.142   | 6       |       |
| 18  | 35 | Loek Bodelier      | Honda   | 24   | +45.218   | 22      |       |
| 19  | 22 | Lucio Cecchinello  | Honda   | 24   | +1:04.411 | 21      |       |
| 20  | 29 | Gabriele Debbia    | Aprilia | 24   | +1:04.536 | 18      |       |
| 21  | 30 | Manfred Geissler   | Aprilia | 24   | +1:04.738 | 19      |       |
| 22  | 26 | Emilio Alzamora    | Honda   | 24   | +1:04.899 | 29      |       |
| 23  | 24 | Hans Spaan         | Honda   | 24   | +1:29.501 | 28      |       |
| 24  | 37 | Frédéric Petit     | Yamaha  | 24   | +1:29.502 | 25      |       |
| 25  | 12 | Haruchika Aoki     | Honda   | 24   | +1:29.558 | 31      |       |
| 26  | 33 | Vittorio Lopez     | Honda   | 24   | +1:29.883 | 30      |       |
| 27  | 25 | Neil Hodgson       | Honda   | 24   | +1:29.995 | 27      |       |
| 28  | 21 | Carlos Giró        | Aprilia | 24   | +1:30.408 | 33      |       |
| 29  | 39 | Nicolas Dussauge   | Honda   | 24   | +1:30.447 | 23      |       |
| 30  | 16 | Manfred Baumann    | Yamaha  | 23   | +1 giro   | 32      |       |
| 31  | 60 | Gerwin Hofer       | Honda   | 23   | +1 giro   | 34      |       |
| 32  | 61 | Georg Scharl       | Honda   | 22   | +2 giri   | 35      |       |

### Ritirati
| Nº | Pilota            | Moto  | Giri | Griglia |
| -- | ----------------- | ----- | ---- | ------- |
| 27 | Tomoko Igata      | Honda | 12   | 24      |
| 36 | Masaki Tokudome   | Honda | 5    | 15      |
| 3  | Takeshi Tsujimura | Honda | 1    | 14      |

### Non qualificato
| Nº | Pilota       | Moto  |
| -- | ------------ | ----- |
| 18 | Masafumi Ono | Honda |